# Передовой (Ставропольский край)
Передовой — посёлок в Изобильненском районе (городском округе) Ставропольского края России.

## География
Расстояние до краевого центра: 56 км.
Расстояние до районного центра: 16 км.

## История
Возникновение посёлка связано с проведением Владикавказской ветки железной дороги Ставрополь — Кавказская в 1895 году.
Во времена гражданской войны в поселке белозелёными бандами было совершено нападение на местную милицию. Нападение было отражено бронепоездом, но к белозелёным примкнули некоторые местные мужчины и ушли вместе с ними.  
До 2017 года посёлок Передовой был административным центром упразднённого Передового сельсовета.

## Население
| 1989 | 2002  | 2010  | 2014  | 2021  |
| ---- | ----- | ----- | ----- | ----- |
| 2270 | ↗2774 | ↗2834 | ↘2800 | ↘2719 |

По данным переписи 2002 года, 90 % населения — русские.

## Инфраструктура
- Передовой сельский Дом культуры
- Библиотека № 18
- Детский сад № 34.
- Средняя общеобразовательная школа № 6. Открыта 1 октября 1956 года[11].
- Передовая врачебная амбулатория
- Кладбища № 1 и № 2 (общественные открытые)[12]

## Экономика
- ООО СП «Правда»
- ОАО «Передовой хлебопродукт»
- ООО «ДК-ПРОДУКТ»
- ООО «Агросахар»
- ООО «Крупа юга»

## Транспорт
Через Передовой ходят автобусы по маршрутам «Изобильный — Баклановская» и «Баклановская — Изобильный».
В посёлке расположена железнодорожная станция Передовая. Станция находится на линии Кавказская — Палагиада. От станции проложена железнодорожная линия до Ставропольской ГРЭС.